# Chaetaster longipes
Étoile de mer aux longs bras
Espèce
Synonymes
- Asterias longipes Bruzelius, 1805[1]
- Asterias subulata Lamarck, 1816[1]
- Asterias verrucosa Risso, 1826[1]
- Chaetaster subulata (Lamarck, 1816)[1]
- Chaetaster tessellata Bruzelius, 1805[1]
- Chaetaster tessellata (Gray, 1840)[1]
- Nepanthia tesselata Gray, 1840[1]

Chaetaster longipes, l'Étoile de mer aux longs bras, est une espèce d'étoiles de mer de la famille des Chaetasteridae, qui vit en Méditerranée.

## Systématique
L'espèce Chaetaster longipes a été décrite pour la première fois en 1805 par le zoologiste suédois Nicolaus Bruzelius (d) sous le protonyme d’Asterias longipes et ce dans sa thèse de doctorat soutenue devant le chimiste, naturaliste et botaniste suédois Anders Jahan Retzius (1742-1821)

## Description
C'est une assez grande étoile (30 cm de diamètre environ), aux bras longs et grêles et au disque central très réduit. Les rayons sont fins, cylindriques et régulièrement parcourus de reliefs hirsutes formant un réseau régulier. La coloration général est jaune orangé, parfois maculé de brun. 

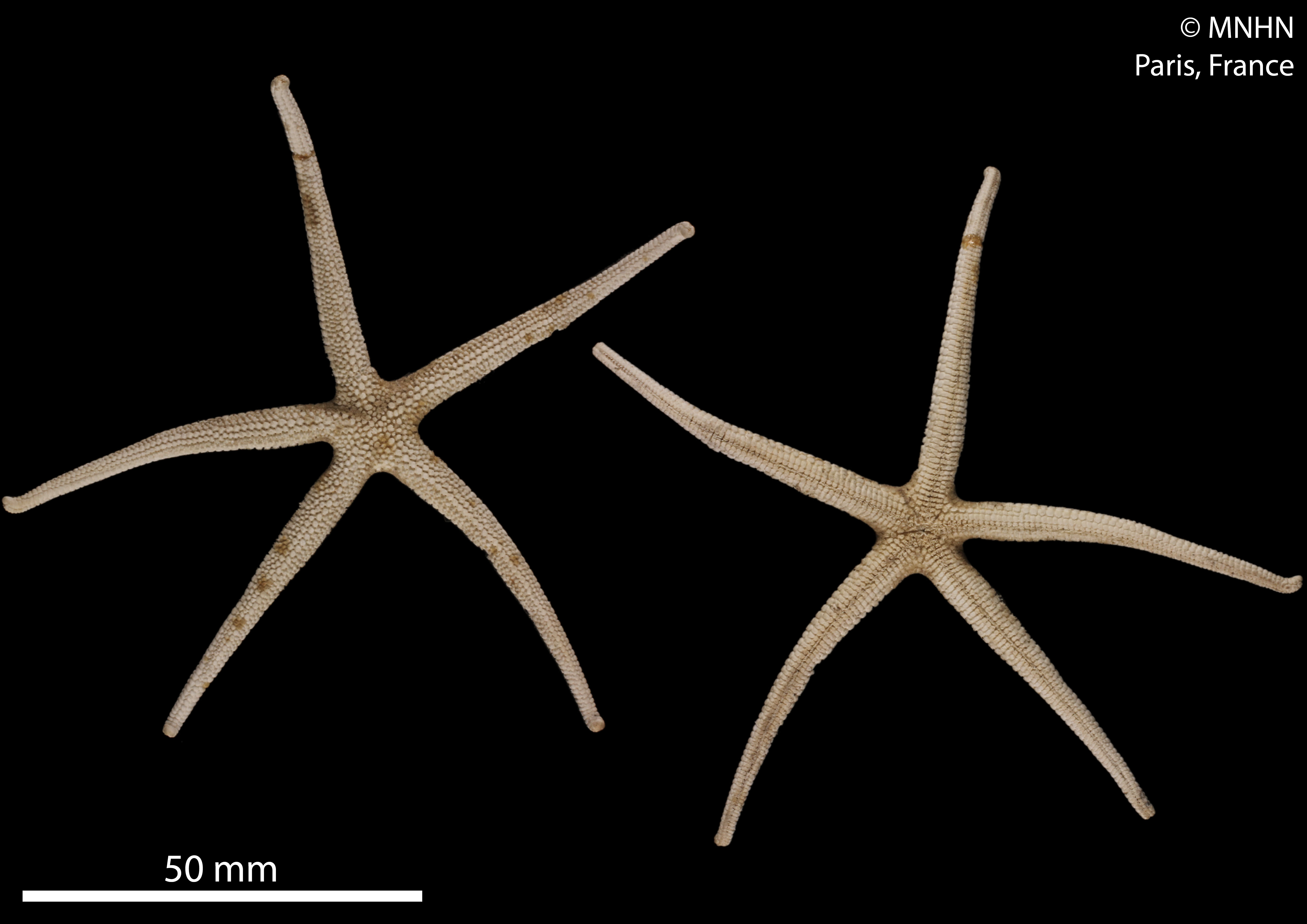
Spécimen séché du MNHN.

## Distribution
C'est une espèce qu'on trouve surtout en Méditerranée ainsi que dans l'Atlantique proche jusqu'aux Canaries et aux Açores (mais pas sur la côte atlantique française) ; elle vit principalement en-dessous de 40 m de profondeur, et jusqu'à plus de 1 000 m.

## Étymologie
Son épithète spécifique, dérivé du latin longus, « long », et pes, « pied », fait référence à ses longs bras.

## Publication originale
- Nicolaus Bruzelius, Literis Berlingianis, Dissertatio sistens species cognitas asteriarum (thèse de doctorat), 1805, [lire en ligne].